# القرن (مناخة)

تعديل مصدري - تعديل

القرن هي إحدى قرى عزلة بني حسن وحسين بمديرية مناخة التابعة لمحافظة صنعاء، بلغ تعداد سكانها 29 نسمة حسب تعداد اليمن لعام 2004.